# ماري ووكر
ماري ووكر (بالإنجليزية: Mary Edwards Walker)‏ (و. 1832 – 1919 م) هي طبيبة، وجراحة، ونسوية، من الولايات المتحدة الأمريكية، ولدت في أوسيوغو، توفيت في أوسويغو، عن عمر يناهز 87 عاماً. كانت ووكر المرأة الوحيدة التي حصلت على وسام الشرف.
في عام 1855، حصلت ووكر على شهادة الطب من كلية سيراكيوز الطبية في نيويورك، وتزوجت وبدأت بممارسة الطب. تطوعت مع جيش الاتحاد لدى اندلاع الحرب الأهلية الأمريكية وخدمت كجراحة في مستشفى مؤقت في واشنطن العاصمة، على الرغم من أن النساء والأطباء الطائفيين اعتبروا في ذلك الوقت غير مناسبين لمجلس فحص جيش الاتحاد. تم إلقاء القبض عليها من قبل القوات الكونفدرالية بعد عبور خطوط العدو لعلاج الجرحى من المدنيين، وتم اعتقالها بصفتها جاسوسة. تم إرسالها كأسيرة حرب إلى ريتشموند، فرجينيا، حتى الإفراج عنها في عملية تبادل أسرى.
بعد الحرب، تمت المصادقة على منح ووكر وسام الشرف، وذلك على جهودها لمعالجة الجرحى خلال الحرب الأهلية. ووكر هي المرأة الوحيدة التي حصلت على الوسام وواحدة من ثمانية مدنيين فقط الذين تلقوا هذه الميدالية. تم حذف اسمها من قائمة مستلمي ميدالية الشرف في عام 1917 (بالإضافة إلى أكثر من 900 من مستلمي الميدالية)، ومع ذلك، فقد تم استرجاعه إلى القائمة في عام 1977. عملت ووكر بعد الحرب ككاتبة وكمحاضرة تدعم الحركة المنادية بحق المرأة في التصويت، حتى وفاتها عام 1919.

## النشأة والتعليم
ولدت ماري إدواردز ووكر في مدينة أوسويغو، نيويورك، في 26 نوفمبر من عام 1832، وهي ابنة ألفاه (الأب) وفيستا (الأم) ووكر. كانت أصغر سبعة أطفال، إذ كان لديها خمس أخوات وأخ واحد. قام ألفاه وفيستا بتربية ابنهما وبناتهما بطريقة تقدمية اعتبرت ثورية في ذلك الوقت، إذ أن تربيتهم غير التقليدية غذّت روح ماري بقيمة الاستقلال وبالشعور بالعدالة التي أظهرتها في نشاطاتها المتعددة طيلة حياتها. رغم كون عائلة ووكر عائلة مسيحية مخلصة، إلا أنها اعتبرت عائلة من «المفكرين المتحررين» الذين قاموا بدفع أطفالهم إلى التساؤل حول الأنظمة والقيود المفروضة في الطوائف المختلفة. كذلك أظهر والدا ووكر أدوار الجنسين غير التقليدية لأبنائهم فيما يتعلق بتقاسم العمل حول المزرعة، ففي حين أن فيستا تولت مسؤولية الأعمال الشاقة، أشرف ألفاه على الأعمال المنزلية العامة.
تلقت ووكر تعليمها الابتدائي في المدرسة المحلية التي أسسها والداها، وبعدها انتقلت مع اثنتين من أخواتها الأكبر منها سنًا إلى مدرسة فالي (Falley) في فولتون، نيويورك. لم تكن فالي مؤسسة للتعليم العالي فحسب، بل شكلت أيضًا مكانًا يشدد على الإصلاح الاجتماعي الحديث في أدوار كلا الجنسين، والتعليم، والصحة، كما وقد ساهمت أيديولوجياتها في تعزيز تصميم ماري على تحدي المعايير الأنثوية التقليدية على مبدأ عدم العدالة بين الجنسين. اعتادت ووكر في وقت فراغها على الاطلاع على نصوص والدها الطبية حول التشريح وعلم وظائف الأعضاء، لذا فاهتمامها بالطب يعزى إلى انكشافها لمجال الطب منذ سن مبكرة. عندما كانت شابة، درّست ووكر في مدرسة في مينيتّو، نيويورك، وحصلت في النهاية على المال الكافي لدفع تكاليف تعليمها في كلية الطب في سيراكيوز، حيث تخرجت بامتياز كطبيبة في عام 1855، وقد كانت المرأة الوحيدة في فوجها آنذاك.
تزوجت ووكر من زميلها ألبرت ميلر في كلية الطب في 16 نوفمبر 1855، قبل فترة وجيزة من بلوغها 23 سنة. ارتدت ووكر في حفل زفافها تنورة قصيرة مع سروال تحتها، ورفضت أن تشمل عهودها كلمة «طاعة»، واحتفظت باسمها الأخير، الأمر الذي يعبر عن عدم امتثالها العنيد للمعايير المجتمعية التقليدية. قامت ووكر وزوجها بإنشاء عيادة مشتركة في رومي، نيويورك، إلا أنها لم تزدهر بشكل خاص، وذلك لأن الإناث لم يكن موثوقات أو محترمات في مجال الطب آنذاك. تطلقت ووكر من ميلر فيما بعد، وذلك جراء خيانة ميلر لها.
عملت ووكر لفترة وجيزة في معهد بووين الجامعي (الذي دُعي فيما بعد بكلية لينوكس) في هوبكينتون، آيوا، في عام 1860، إلى أنه تم إيقافها عن العمل فيما بعد لرفضها الاستقالة من نادي المناظرة في المدرسة، والذي اشتمل حتى انضمامها على مشاركين ذكور فقط.

## جوائز
حصلت على جوائز منها:
- ميدالية الشرف
- قاعة الشهرة الوطنية للمرأة.

## روابط خارجية
- ماري ووكر على موقع الموسوعة البريطانية (الإنجليزية)
- ماري ووكر على موقع إن إن دي بي (الإنجليزية)